# Faustkämpfer Köln-Kalk 1951
Der Verein Faustkämpfer Köln-Kalk 1951 e. V. wurde 1951 gegründet und ist ein Boxverein aus Köln, der zahlreiche Deutsche und Türkische Meister hervorgebracht hat, darunter auch Europa- und Weltmeister der Amateure. Der Verein ist Mitglied im Deutschen Boxsport-Verband.

## Schwerpunkt und Zielsetzung
Schwerpunkt der Vereinsarbeit ist derzeit die soziale Integration von Jugendlichen. Die Faustkämpfer verfügen über 2 Trainingshallen. Der Hauptstandort ist mittlerweile im linksrheinischen Köln-Ehrenfeld. Doch auch in Köln-Kalk wird weiterhin eine Trainingsmöglichkeit angeboten. Im Verein sind derzeit ca. 200 Mitglieder aus 17 verschiedenen Nationen vertreten. Der Verein bietet sowohl Training für Wettkampfboxer im olympischen Boxen als auch Fitnessboxen für Jedermann an.

## Bekannte Boxer
- Julia Sahin
- Fikriye Selen
- Stefan Worth
- Petrit Dobroshi
- Jupp Elze

## Geschichte
Am 14. Dezember 1951 erfolgte die Gründung des Vereins durch Heinz Abels, Toni Fischer, Manfred Schauermann, Willi Decker, Rudolf Linser, Hubert Helfer, Peter Schultes, Michael Schultes, H. Ulli Rhode, Adi Sauer, Karl Abels, Josef Tönnes, Klaus Fillebrand und Matthias Brand. In den folgenden Jahren wuchs die Mannschaft unter dem Trainer Heinz Abels zu einer Einheit heran. Es gingen Mittelrheinmeister hervor. Zu den Amateuren gehörte Jupp Elze, der später ins Profilager wechselte. 1972 erfolgte die Bildung einer Kampfgemeinschaft mit BC Westen, um mit Athleten an der neugegründeten Box-Oberliga teilnehmen zu können. 1976 war ein 25-jähriges Jubiläum und Titeljahr für die Faustkämpfer Werner Schmitz (Deutscher Jugendmeister), Prokolo Tello (WABV Jugendmeister) und Stefan Wittling (MABV-Meister). In den folgenden Jahren setzten die Jugendlichen die Erfolge fort: Veli Cevik (WABV-Jugendmeister), Horst Ranzingen (MABV und Westdeutscher Junioren-Vizemeister), 1977 Ewalt Arlt (Deutscher Junioren-Vizemeister), 1979 Peter Offermann (Deutscher Junioren-Vizemeister) und 1980 Jörg Bonn (Deutscher Jugendmeister).
1981 trat Ali Cakir, Sozialarbeiter der Stadt Köln und türkischer Nationaltrainer, dem Kalker Team bei und trainierte ausländische Athleten im Quäkerheim und integrierte sie in den Verein. Im Trainingsbetrieb waren 11 Nationen vertreten. Alfred Sauer lenkte die Geschicke und erhielt den Beinamen „Türkenvater“. In den folgenden Jahren wurden Bezirks-, Mittelrhein und Westdeutsche Meisterschaftstitel errungen z. B. Robert Siwak, Jörg Bonn, Michael Sokic, Kalli Bulduk. Die Vereine Boxclub Westen, SC Colonia und die Faustkämpfer gründeten erneut eine Kampfgemeinschaft, um an der Oberliga teilnehmen zu können. Es wurde der zweite Platz im ersten Jahr erreicht.
In den 1990er Jahren mussten Verluste hingenommen werden, Jupp Tönnes (1. Vorsitzender), Dieter Becker (2. Vorsitzender), Adi und Hans Sauer verstarben. Alfred Sauer übernahm die Geschicke und führte den Verein zu neuer Stärke. Auch war er als Kampfrichter (internationale Lizenz) über die Grenzen bekannt. Unterstützung erhielt er unter anderem von den Trainern Jacob Gilles, Karl-Heinz Kunkel, Ali Cakir, Manfred Wagner, Mohammet Gassa, Michael Pütz und Mehmet Aksu, die alle ehrenamtlich tätig sind. 1991 erhielt Alfred Sauer für seinen Einsatz den Goldenen Ehrenring des Vereins. Zuvor wurde er mit der Goldenen Ehrennadel des MABV und des DABV für seine Verdienste um den Deutschen Amateurboxsport ausgezeichnet. Ferner erhielt er das Bundesverdienstkreuz. Es folgen Meister- und Vizemeister in der Jugend, Junioren und Seniorenklasse. dazu gehörten Ali Aksu, Hakan Aksu, Mehmet Aksu, Ahmet Aksu, Alexander Loidl, Cengiz Yilmaz, Robert Soda-Cotic, Kalli Bulduk, Samir Chamoun und Jony Chamoun, Mehmet Hendem, Kashif Butt, Thomas Vahrenholt, Stefan Worth, René Krause.
1995 wurde Dieter Pfös zum 1. Vorsitzenden gewählt. Unter der Regie von Fred Sauer und Dieter ging es mit dem Verein sportlich aufwärts und das Frauenboxen wurde besonders gefördert. Die Athletinnen Wendi Breuer, Gülay Killic, Hülya Sahin, Fikriye Selen hatten die ersten Erfolge. Sahin war zweimalige Europacup-Siegerin und Europameisterin. Sie war mehrfache türkische Meisterin und wurde Amateurweltmeisterin. Schließlich wechselte sie zu den Profis und verteidigte dort mehrfach ihren Weltmeistertitel. Selen wurde zweimal Europacup-Siegerin und zweimal Europameisterin. Killic wurde türkische Meisterin. In den folgenden Jahren war besonders Heike Gehlen für die Faustkämpfer erfolgreich und wurde zweimal Deutsche Vizemeisterin. Bei den Männern wurde Ahmet Aksu Internationaler Deutscher Juniorenmeister, Türkischer Nationalboxer und kämpfte bei den Weltmeisterschaften der Jugend in Ungarn um Platz 4. René Krause wurde in Ungarn Vize-Weltmeister der Kadetten. Petrit Dobroshi wurde 2000, 2001 Deutscher Meister im Mittelgewicht der Elite. Bei den Militärmeisterschaften holte er Bronze. Mehmet Hendem wurde mehrfach Westdeutscher-Meister, errang mehrfach Titel in der Türkei, war in der türkischen Nationalstaffel und nahm an Turnieren in Russland, Irland und Spanien teil. Als Profi wurde er Internationaler Deutscher Meister im Cruisergewicht.
2007 initiierten Mehmet Hendem (Trainer), Mehmet Aksu (Trainer) und Daniela Otten (Sonderschullehrerin und Kampfrichterin). das Projekt „Kids for future“. Die Faustkämpfer schrieben sich die Integration und die Förderung von Kindern und Jugendlichen aus Brennpunkten in Köln auf die Fahne und boten über die sportliche Betreuung in der kostenlos zur Verfügung gestellten Trainingszeit von Rolf Worthoff im „Worthoff Gym“ in der Gustav-Nachtigal-Straße eine individuelle schulische Beratung und Betreuung an. Die Jugendabteilung errang 2009 mehrere Mittelrheinmeistertitel und Hüssein Günaydin wurde Westdeutscher Meister. 2010 war die Trainingsgruppe „Kids for future“ erfolgreich. Taylan Demirel ist amtierender Deutscher Jugendmeister. Yakup Baktikar und Harun Cakmak belegten den dritten Platz bei der Deutschen Junioren-Meisterschaft „Kids for future“ gewann den Kölner Ehrenamtspreis. Alfred Sauer wurde zum Ehrenkampfrichter des DBV ernannt.
2011 gewann kids for future mit Felix Sturm den Rheinischen Integrationspreis der Rheinland Provinzial Stiftung. Dieser Preis ist mit 25.000 Euro dotiert. 2012 gewann Emre Birekul, von kids for future, die Silbermedaille bei der Internationalen Deutschen Jugendmeisterschaft in Wittenberg.